# Confrontos entre São Paulo e Vasco da Gama no futebol
São Paulo e Vasco da Gama são dois clubes gigantes do futebol brasileiro que representam um grande confronto interestadual entre Rio de Janeiro e São Paulo.

## Introdução
Desde a chegada do Futebol ao Brasil sempre houve uma grande discussão e disputas entre o futebol paulista e carioca, considerados desde então os maiores do país. Vasco da Gama e São Paulo são clubes que aumentam ainda mais a rivalidade, um confronto cheio de jogos marcantes e decisivos, incluindo finais e jogos eliminatórios.

## Decisões de títulos
Final do Torneio Octogonal Rivadavia Corrêa Meyer
A primeira decisão envolvendo os clubes ocorreu na Copa Rivadavia, torneio considerado um dos sucessores da Copa Rio. O clube cruzmaltino conquistou o título com duas vitória sobre o tricolor paulista, título que até hoje é reverenciado pelo clube.
Final do Campeonato Brasileiro de 1989
O confronto mais importante entre as equipes ocorreu na final do Campeonato Brasileiro de 1989. Ambas as equipes chegaram à decisão por terem liderado seus grupos na segunda fase da competição. O primeiro e único jogo da decisão foi realizado no Estádio do Morumbi com vitória vascaína por 1 a 0 e evitando o jogo de volta por ter feito a melhor campanha nas fases anteriores.
| 16 de Dezembro de 1989 | São Paulo | 0–1 | Vasco da Gama | Morumbi, São Paulo Público: 71.552 Árbitro: Wilson Carlos dos Santos |
|                        |           |     | Sorato 50'    |                                                                      |

São Paulo: Gilmar; Netinho, Adílson, Ricardo Rocha e Nelsinho; Flávio, Bobô e Raí; Mário Tilico, Ney Bala e Edivaldo (Paulo César). Técnico: Carlos Alberto Silva.
Vasco: Acácio; Luiz Carlos Winck, Quiñonez, Marco Aurélio e Mazinho; Zé do Carmo, Marco Antônio Boiadeiro e Bismarck; Sorato, Bebeto e William. Técnico: Nelsinho Rosa

## Outros mata matas em competições daCBF
- Em 1998 o Vasco eliminou o São Paulo nas quartas de final da Copa do Brasil.
- Em 1999 o Vasco eliminou o São Paulo na semifinal do Torneio Rio-São Paulo.
- Em 2000 o Vasco eliminou o São Paulo na semifinal do Torneio Rio-São Paulo.
- Em 2002 o São Paulo eliminou o Vasco nas quartas de final da Copa do Brasil.
- Em 2015 o São Paulo eliminou o Vasco nas quartas de final da Copa do Brasil.
- Em 2021 o São Paulo eliminou o Vasco nas oitavas de final da Copa do Brasil.

## Em competições daConmebol
- Em 2003 o São Paulo eliminou o Vasco pela primeira fase da Copa Sul-Americana, em grupo que também contava com o Grêmio.

## Outras estatísticas[6]
Campeonato Brasileiro
As estatísticas pelo Campeonato Brasileiro Unificado:
|               | Vasco da Gama | São Paulo |
| ------------- | ------------- | --------- |
| Vitórias      | 18            | 24        |
| Empates       | 19            | 19        |
| Partidas      | 58            | 58        |
| Gols marcados | 76            | 93        |
| Total de gols | 164           | 164       |

Última partida considerada: 20 de maio de 2023, Campeonato Brasileiro de 2023, São Paulo 4-2 Vasco da Gama.
 Maior goleada do Vasco:
- Vasco da Gama 7–1 São Paulo - Estádio São Januário (Campeonato Brasileiro de 2001), 25 de novembro de 2001.

 Maior goleada do São Paulo (quatro resultados iguais):
- São Paulo 5–1 Vasco da Gama - Estádio do Morumbi (Campeonato Brasileiro de 2013), 29 de maio de 2013.
- São Paulo 5–1 Vasco da Gama - Estádio do Morumbi (Campeonato Brasileiro de 2006), 4 de outubro de 2006.
- São Paulo 5–1 Vasco da Gama - Chácara da Floresta (Torneio Rio-São Paulo de 1933), 4 de junho de 1933.
- São Paulo 5–1 Vasco da Gama - Chácara da Floresta (Amistoso), 14 de maio de 1931.

 Maiores artilheiros:
- Pelo São Paulo, Luís Fabiano com 12 gols, seguindo de Rogério Ceni, com 5.
- Pelo Vasco da Gama, Edmundo, com 4 gols.

## Maiores públicos
- Onde não constam públicos pagantes e presentes, a referência é aos pagantes.
- São Paulo 0–1 Vasco da Gama, 71.552, Morumbi (Camp. Brasileiro de 1989), 16 de dezembro de 1989.[9]

No Rio de Janeiro:
- Vasco da Gama 1–0 São Paulo, 55.140, Maracanã, (Torneio Rio-São Paulo), 1º de maio de 1953 (47.188 pags.).

No Estádio de São Januário:
- Vasco da Gama 0–0 São Paulo, 23.468,[10] 30 de outubro de 2011 (17.575 pags.).[11]

## Lista de jogos
| Lista de Jogos              |                     |                         |                               |
| Vasco da Gama 4-1 São Paulo | São Januário        | 22 de junho de 2024     | Campeonato Brasileiro         |
| Vasco da Gama 0-0 São Paulo | São Januário        | 7 de outubro de 2023    | Campeonato Brasileiro         |
| São Paulo 4-2 Vasco da Gama | Morumbi             | 20 de maio de 2023      | Campeonato Brasileiro         |
| Vasco da Gama 1-2 São Paulo | São Januário        | 4 de agosto de 2021     | Copa do Brasil                |
| São Paulo 2-0 Vasco da Gama | Morumbi             | 28 de julho de 2021     | Copa do Brasil                |
| São Paulo 1-1 Vasco da Gama | Morumbi             | 22 de novembro de 2020  | Campeonato Brasileiro         |
| Vasco da Gama 2-1 São Paulo | São Januário        | 16 de agosto de 2020    | Campeonato Brasileiro         |
| São Paulo 1-0 Vasco da Gama | Morumbi             | 28 de novembro de 2019  | Campeonato Brasileiro         |
| Vasco da Gama 2-0 São Paulo | São Januário        | 25 de agosto de 2019    | Campeonato Brasileiro         |
| Vasco da Gama 2-0 São Paulo | São Januário        | 22 de novembro de 2018  | Campeonato Brasileiro         |
| São Paulo 2-1 Vasco da Gama | Morumbi             | 5 de agosto de 2018     | Campeonato Brasileiro         |
| Vasco da Gama 1-1 São Paulo | São Januário        | 12 de novembro de 2017  | Campeonato Brasileiro         |
| São Paulo 1-0 Vasco da Gama | Morumbi             | 19 de julho de 2017     | Campeonato Brasileiro         |
| São Paulo 2-2 Vasco da Gama | Morumbi             | 18 de outubro de 2015   | Campeonato Brasileiro         |
| Vasco da Gama 1-1 São Paulo | Maracanã            | 30 de setembro de 2015  | Copa do Brasil                |
| São Paulo 3-0 Vasco da Gama | Morumbi             | 24 de setembro de 2015  | Copa do Brasil                |
| Vasco da Gama 0-4 São Paulo | Mané Garrincha      | 8 de julho de 2015      | Campeonato Brasileiro         |
| Vasco da Gama 1-2 São Paulo | Arena da Amazônia   | 23 de janeiro de 2015   | Torneio Amistoso              |
| Vasco da Gama 0-2 São Paulo | São Januário        | 15 de setembro de 2013  | Campeonato Brasileiro         |
| São Paulo 5-1 Vasco da Gama | Morumbi             | 29 de maio de 2013      | Campeonato Brasileiro         |
| Vasco da Gama 0-2 São Paulo | São Januário        | 10 de outubro de 2012   | Campeonato Brasileiro         |
| São Paulo 0-1 Vasco da Gama | Morumbi             | 18 de julho de 2012     | Campeonato Brasileiro         |
| Vasco da Gama 0-0 São Paulo | São Januário        | 30 de outubro de 2011   | Campeonato Brasileiro         |
| São Paulo 0-2 Vasco da Gama | Morumbi             | 31 de julho de 2011     | Campeonato Brasileiro         |
| Vasco da Gama 1-1 São Paulo | São Januário        | 14 de novembro de 2010  | Campeonato Brasileiro         |
| São Paulo 0-0 Vasco da Gama | Morumbi             | 25 de agosto de 2010    | Campeonato Brasileiro         |
| Vasco da Gama 1-2 São Paulo | São Januário        | 23 de novembro de 2008  | Campeonato Brasileiro         |
| São Paulo 4-0 Vasco da Gama | Morumbi             | 3 de agosto de 2008     | Campeonato Brasileiro         |
| Vasco da Gama 0-2 São Paulo | São Januário        | 8 de setembro de 2007   | Campeonato Brasileiro         |
| São Paulo 2-0 Vasco da Gama | Morumbi             | 17 de junho de 2007     | Campeonato Brasileiro         |
| São Paulo 5-1 Vasco da Gama | Morumbi             | 4 de outubro de 2006    | Campeonato Brasileiro         |
| Vasco da Gama 1-1 São Paulo | São Januário        | 28 de maio de 2006      | Campeonato Brasileiro         |
| São Paulo 4-2 Vasco da Gama | Morumbi             | 18 de setembro de 2005  | Campeonato Brasileiro         |
| Vasco da Gama 3-1 São Paulo | São Januário        | 22 de maio de 2005      | Campeonato Brasileiro         |
| Vasco da Gama 0-0 São Paulo | São Januário        | 14 de novembro de 2004  | Campeonato Brasileiro         |
| São Paulo 1-0 Vasco da Gama | Morumbi             | 24 de julho de 2004     | Campeonato Brasileiro         |
| São Paulo 2-1 Vasco da Gama | Morumbi             | 3 de setembro de 2003   | Copa Sul-Americana            |
| Vasco da Gama 3-2 São Paulo | São Januário        | 24 de agosto de 2003    | Campeonato Brasileiro         |
| São Paulo 3-1 Vasco da Gama | Morumbi             | 20 de abril de 2003     | Campeonato Brasileiro         |
| São Paulo 5-3 Vasco da Gama | Morumbi             | 6 de novembro de 2002   | Campeonato Brasileiro         |
| São Paulo 4-0 Vasco da Gama | Morumbi             | 17 de abril de 2002     | Copa do Brasil                |
| Vasco da Gama 1-0 São Paulo | São Januário        | 10 de abril de 2002     | Copa do Brasil                |
| São Paulo 2-3 Vasco da Gama | Morumbi             | 27 de janeiro de 2002   | Torneio Rio-São Paulo         |
| Vasco da Gama 7-1 São Paulo | São Januário        | 25 de novembro de 2001  | Campeonato Brasileiro         |
| São Paulo 2-0 Vasco da Gama | Morumbi             | 17 de janeiro de 2001   | Torneio Rio-São Paulo         |
| Vasco da Gama 0-4 São Paulo | São Januário        | 19 de novembro de 2000  | Copa João Havelange           |
| Vasco da Gama 2-1 São Paulo | São Januário        | 23 de fevereiro de 2000 | Torneio Rio-São Paulo         |
| São Paulo 0-3 Vasco da Gama | Morumbi             | 19 de fevereiro de 2000 | Torneio Rio-São Paulo         |
| Vasco da Gama 1-2 São Paulo | Maracanã            | 29 de setembro de 1999  | Campeonato Brasileiro         |
| São Paulo 1-3 Vasco da Gama | Morumbi             | 24 de fevereiro de 1999 | Torneio Rio-São Paulo         |
| Vasco da Gama 2-3 São Paulo | Maracanã            | 21 de fevereiro de 1999 | Torneio Rio-São Paulo         |
| São Paulo 1-1 Vasco da Gama | Morumbi             | 12 de setembro de 1998  | Campeonato Brasileiro         |
| Vasco da Gama 4-3 São Paulo | São Januário        | 12 de maio de 1998      | Copa do Brasil                |
| São Paulo 1-1 Vasco da Gama | Morumbi             | 7 de maio de 1998       | Copa do Brasil                |
| Vasco da Gama 2-1 São Paulo | São Januário        | 23 de julho de 1997     | Campeonato Brasileiro         |
| São Paulo 1-1 Vasco da Gama | Morumbi             | 21 de setembro de 1996  | Campeonato Brasileiro         |
| Vasco da Gama 1-0 São Paulo | São Januário        | 10 de setembro de 1995  | Campeonato Brasileiro         |
| Vasco da Gama 2-0 São Paulo | Maracanã            | 3 de novembro de 1994   | Campeonato Brasileiro         |
| Vasco da Gama 3-0 São Paulo | São Januário        | 8 de julho de 1992      | Campeonato Brasileiro         |
| São Paulo 2-2 Vasco da Gama | Morumbi             | 21 de junho de 1992     | Campeonato Brasileiro         |
| São Paulo 1-0 Vasco da Gama | Morumbi             | 3 de maio de 1992       | Campeonato Brasileiro         |
| Vasco da Gama 2-2 São Paulo | São Januário        | 20 de abril de 1991     | Campeonato Brasileiro         |
| São Paulo 0-0 Vasco da Gama | Morumbi             | 4 de outubro de 1990    | Campeonato Brasileiro         |
| São Paulo 0-1 Vasco da Gama | Morumbi             | 16 de dezembro de 1989  | Campeonato Brasileiro         |
| Vasco da Gama 0-0 São Paulo | Maracanã            | 29 de outubro de 1989   | Campeonato Brasileiro         |
| Vasco da Gama 1-1 São Paulo | São Januário        | 30 de outubro de 1988   | Campeonato Brasileiro         |
| Vasco da Gama 1-2 São Paulo | Maracanã            | 15 de novembro de 1987  | Copa União                    |
| São Paulo 3-2 Vasco da Gama | Morumbi             | 25 de fevereiro de 1984 | Campeonato Brasileiro         |
| Vasco da Gama 2-3 São Paulo | Maracanã            | 29 de janeiro de 1984   | Campeonato Brasileiro         |
| Vasco da Gama 0-0 São Paulo | Maracanã            | 18 de maio de 1982      | Torneio dos Campeões          |
| São Paulo 0-0 Vasco da Gama | Morumbi             | 25 de abril de 1982     | Torneio dos Campeões          |
| Vasco da Gama 2-1 São Paulo | Maracanã            | 15 de maio de 1980      | Campeonato Brasileiro         |
| São Paulo 1-2 Vasco da Gama | Morumbi             | 27 de fevereiro de 1980 | Campeonato Brasileiro         |
| Vasco da Gama 1-2 São Paulo | Maracanã            | 4 de junho de 1978      | Campeonato Brasileiro         |
| São Paulo 0-1 Vasco da Gama | Pacaembu            | 11 de outubro de 1972   | Campeonato Brasileiro         |
| Vasco da Gama 0-0 São Paulo | Maracanã            | 18 de setembro de 1971  | Campeonato Brasileiro         |
| Vasco da Gama 1-1 São Paulo | Maracanã            | 7 de novembro de 1970   | Torneio Roberto Gomes Pedrosa |
| São Paulo 3-0 Vasco da Gama | Morumbi             | 16 de novembro de 1969  | Torneio Roberto Gomes Pedrosa |
| Vasco da Gama 3-2 São Paulo | Maracanã            | 27 de outubro de 1968   | Torneio Roberto Gomes Pedrosa |
| São Paulo 0-0 Vasco da Gama | Pacaembu            | 14 de maio de 1967      | Torneio Roberto Gomes Pedrosa |
| Vasco da Gama 1-0 São Paulo | Maracanã            | 9 de maio de 1966       | Torneio Rio-São Paulo         |
| São Paulo 4-1 Vasco da Gama | Pacaembu            | 9 de maio de 1965       | Torneio Rio-São Paulo         |
| Vasco da Gama 2-1 São Paulo | Maracanã            | 7 de abril de 1965      | Torneio Rio-São Paulo         |
| Vasco da Gama 1-1 São Paulo | Maracanã            | 12 de abril de 1964     | Torneio Rio-São Paulo         |
| São Paulo 0-1 Vasco da Gama | Pacaembu            | 18 de março de 1963     | Torneio Rio-São Paulo         |
| Vasco da Gama 2-0 São Paulo | Maracanã            | 27 de março de 1961     | Torneio Rio-São Paulo         |
| Vasco da Gama 2-2 São Paulo | Maracanã            | 4 de janeiro de 1961    | Torneio Amistoso              |
| Vasco da Gama 4-2 São Paulo | São Januário        | 29 de maio de 1960      | Amistoso                      |
| São Paulo 2-1 Vasco da Gama | Pacaembu            | 16 de março de 1960     | Torneio Rio-São Paulo         |
| Vasco da Gama 0-0 São Paulo | Maracanã            | 12 de abril de 1959     | Torneio Rio-São Paulo         |
| Vasco da Gama 3-2 São Paulo | Maracanã            | 8 de março de 1958      | Torneio Rio-São Paulo         |
| Vasco da Gama 0-3 São Paulo | Maracanã            | 12 de maio de 1957      | Torneio Rio-São Paulo         |
| Vasco da Gama 1-2 São Paulo | Maracanã            | 10 de abril de 1955     | Torneio Rio-São Paulo         |
| Vasco da Gama 1-0 São Paulo | Maracanã            | 30 de maio de 1954      | Torneio Rio-São Paulo         |
| Vasco da Gama 2-1 São Paulo | Maracanã            | 4 de julho de 1953      | Torneio Amistoso              |
| São Paulo 0-1 Vasco da Gama | Pacaembu            | 1 de julho de 1953      | Torneio Amistoso              |
| Vasco da Gama 1-0 São Paulo | Maracanã            | 1 de maio de 1953       | Torneio Rio-São Paulo         |
| São Paulo 4-0 Vasco da Gama | Pacaembu            | 10 de agosto de 1952    | Torneio Amistoso              |
| São Paulo 2-3 Vasco da Gama | Pacaembu            | 2 de março de 1952      | Torneio Rio-São Paulo         |
| São Paulo 2-2 Vasco da Gama | Pacaembu            | 4 de março de 1951      | Torneio Rio-São Paulo         |
| São Paulo 2-2 Vasco da Gama | Pacaembu            | 29 de janeiro de 1950   | Torneio Rio-São Paulo         |
| São Paulo 1-3 Vasco da Gama | Pacaembu            | 1 de junho de 1949      | Amistoso                      |
| Vasco da Gama 2-0 São Paulo | São Januário        | 29 de dezembro de 1948  | Amistoso                      |
| São Paulo 2-1 Vasco da Gama | Pacaembu            | 22 de dezembro de 1948  | Amistoso                      |
| São Paulo 2-2 Vasco da Gama | Alameda             | 6 de junho de 1948      | Torneio Amistoso              |
| São Paulo 2-1 Vasco da Gama | Pacaembu            | 18 de maio de 1948      | Amistoso                      |
| Vasco da Gama 1-2 São Paulo | São Januário        | 10 de abril de 1946     | Amistoso                      |
| Vasco da Gama 2-0 São Paulo | São Januário        | 20 de junho de 1945     | Amistoso                      |
| São Paulo 2-2 Vasco da Gama | Pacaembu            | 23 de maio de 1945      | Amistoso                      |
| São Paulo 3-3 Vasco da Gama | Pacaembu            | 1 de maio de 1944       | Amistoso                      |
| Vasco da Gama 2-3 São Paulo | Caio Martins        | 15 de setembro de 1943  | Amistoso                      |
| São Paulo 3-1 Vasco da Gama | Pacaembu            | 3 de junho de 1943      | Amistoso                      |
| São Paulo 2-2 Vasco da Gama | Pacaembu            | 10 de fevereiro de 1943 | Amistoso                      |
| São Paulo 2-2 Vasco da Gama | Pacaembu            | 20 de novembro de 1941  | Amistoso                      |
| São Paulo 1-1 Vasco da Gama | Pacaembu            | 18 de novembro de 1941  | Amistoso                      |
| São Paulo 1-1 Vasco da Gama | Pacaembu            | 24 de julho de 1940     | Torneio Rio-São Paulo         |
| São Paulo 4-0 Vasco da Gama | Pacaembu            | 11 de junho de 1940     | Amistoso                      |
| São Paulo 3-3 Vasco da Gama | Pacaembu            | 4 de junho de 1940      | Amistoso                      |
| Vasco da Gama 2-1 São Paulo | São Januário        | 9 de agosto de 1934     | Amistoso                      |
| São Paulo 2-1 Vasco da Gama | Chácara da Floresta | 18 de março de 1934     | Amistoso                      |
| Vasco da Gama 3-0 São Paulo | São Januário        | 11 de março de 1934     | Amistoso                      |
| Vasco da Gama 3-1 São Paulo | São Januário        | 3 de julho de 1933      | Torneio Rio-São Paulo         |
| São Paulo 5-1 Vasco da Gama | Chácara da Floresta | 4 de junho de 1933      | Torneio Rio-São Paulo         |
| São Paulo 1-1 Vasco da Gama | Chácara da Floresta | 12 de maio de 1932      | Amistoso                      |
| Vasco da Gama 4-2 São Paulo | São Januário        | 12 de abril de 1932     | Amistoso                      |
| São Paulo 5-1 Vasco da Gama | Chácara da Floresta | 14 de maio de 1931      | Amistoso                      |
| Vasco da Gama 2-1 São Paulo | São Januário        | 13 de maio de 1930      | Amistoso                      |